# Бочаров, Иван Кириллович (Герой Советского Союза)
Иван Кириллович Бочаров (29 октября 1918, Грозный, Терская область — 15 марта 1991, Владикавказ) — младший сержант Рабоче-крестьянской Красной Армии, участник Великой Отечественной войны, Герой Советского Союза (1945).

## Биография
Иван Бочаров родился 29 октября 1918 года в Грозном в рабочей семье. Окончил школу-семилетку. В 1938—1940 годах проходил службу в Рабоче-крестьянской Красной Армии. После демобилизации работал участковым механиком на Иолотанской машинно-тракторной станции Марыйской области Туркменской ССР. В июне 1941 года Бочаров был повторно призван в армию. С июля 1941 года — на фронтах Великой Отечественной войны. К весне 1945 года младший сержант Иван Бочаров командовал отделением 222-го отдельного инженерно-сапёрного батальона. В том же году вступил в ВКП(б). Отличился во время форсирования Одера.
В ночь с 17 на 18 апреля 1945 года в районе населённого пункта Хоэнвутцен в 14 километрах к северу от Врицена Бочаров, несмотря на массированный огонь противника, натянул трос через Одер и собрал паром. Совершил три рейса, переправив стрелковую роту и три орудия с расчётами и боеприпасами. Действия Бочарова способствовали успешному захвату и удержанию плацдарма на западном берегу реки. Получил ранение, но поля боя не покинул.
Указом Президиума Верховного Совета СССР от 31 мая 1945 года за «образцовое выполнение боевых заданий командования на фронте борьбы с немецко-фашистскими захватчиками и проявленные при этом мужество и героизм» младший сержант Иван Бочаров был удостоен высокого звания Героя Советского Союза с вручением ордена Ленина и медали «Золотая Звезда» за номером 6441.
После окончания войны Бочаров был демобилизован. Проживал в городе Орджоникидзе (ныне — Владикавказ), до 1978 года работал в местном дорожно-строительном управлении. Скончался 15 марта 1991 года, похоронен на Аллее Славы во Владикавказе.
Был также награждён орденами Красного Знамени (1945) и Отечественной войны 1-й степени, четырьмя орденами Красной Звезды (17.07.1943, ??.11.1944, ??.04.1945, 3.05.1945), а также рядом медалей, в том числе медалью «За отвагу» (1943).